# Right There (canção de Ariana Grande)
"Right There" é uma canção gravada pela atriz, cantora e compositora estadunidense Ariana Grande em dueto com o rapper, também cantor e compositor estadunidense Big Sean, e representa o terceiro single do seu primeiro álbum, Yours Truly. A faixa foi lançada através da Republic Records no dia 6 de agosto de 2013.

## Antecedentes
Ariana referiu-se a "Right There" como uma "segunda parte" para seu primeiro hit "The Way", causada pela semelhança entre a melodia e a composição. Ariana, citou também, sobre o mútuo interesse de colaboração no qual ela e o rapper Big Sean sentiam. Segundo ela, os dois conversavam sobre outras músicas mas nada saía. Até que chegaram ao resultado final de "Right There", e comentaram "oh, é isso" para aliviar o trabalho feito na composição.
Infelizmente, a cantora Ariana Grande e Big Sean anuciaram a "separação" mais concluiram que apesar de já não estarem juntos, ainda sentem carinho um pelo outro.
A princípio, a música foi lançada apenas como um single promocional para download imediato com pré-encomendas do Yours Truly no iTunes. Ariana declarou em uma entrevista que "Right There" é uma própria evolução musical e que a resposta do público foi animadora, e que deviam fazer um clipe. "As rádios me trouxeram a confirmação final de que é esse o meu dever", afirmou, quanto ao vídeo musical que sairia logo após o comentário.
"Right There" mostra o instrumental de jazz de 1979 utilizado em "Rain Dance" por The Jeff Lorber Fusion; é a mesma amostra que foi utilizada por Lil' Kim na canção "Crush on You" em 1997.

## Composição
"Right There" é uma canção de comprimento formado por exatos 04 minutos e 04 segundos. Seu gênero (comum em músicas de Ariana Grande) é composto pelos R&B e Pop. A ideia inicial de composição surgiu pela própria cantora com o rapper Sean Anderson (Big Sean) mas houve toda uma colaboração da equipe de profissionais de ambos. Contaram com eles: Harmony Samuels (produtor musical de Ariana), Lonny Bereal, Carmen Reece, James Smith, Trey Starxx, Lambert, Myron Birdsong, Al Sherrod e Jeff Lorber.

## Videoclipe
O videoclipe, dirigido pela Young Astronaut, foi lançado em 30 de outubro de 2013. Conta com a participação de Patrick Schwarzenegger, onde ele e Ariana retratam a clássica história de Romeu e Julieta por Shakespeare. Tem como cenário uma mansão onde ocorre um baile de máscaras. Na trama, Big Sean é um padre, e não há cenas gravadas juntas dele com Ariana. Ariana veste-se com um enorme e glamouroso vestido, tendo como acessório um leque, enquanto Patrick usa um terno imperial. Eles vêem-se mas uma multidão de pessoas levam-no para dentro da festa, e se perdem. Após um longo tempo sem se verem, ao fim da festa, quando outros convidados pulam na piscina, encontram-se e vão juntos à água também. Lá, dão um beijo que finaliza o clipe musical.

## Desempenho nas tabelas musicais
| Tabela musical (2013)                   | Melhor Posição |
| --------------------------------------- | -------------- |
| Austrália (ARIA)                        | 87             |
| Estados Unidos (Billboard Hot 100)      | 84             |
| Estados Unidos (Pop Songs)              | 37             |
| Estados Unidos (Rhythmic Songs)         | 8              |
| Estados Unidos - (Hot Dance Club Songs) | 8              |
| Reino Unido (UK Singles Chart)          | 113            |